# Membre de la Royal Society
Membre de la Royal Society (en anglès, Fellow of the Royal Society) és un honor concedit per distingir científics i una categoria d'afiliació de la Royal Society. Els membres tenen dret a posar les sigles FRS després del seu nom.
Són escollits fins a 44 membres cada any mitjançant votació dels membres existents. Els candidats han de ser nacionals o residents al Regne Unit, la República d'Irlanda o en països de la Commonwealth, encara que científics destacats d'altres llocs poden pertànyer com a membres estrangers. Els estatuts de la Royal Society declaren que els candidats per a l'elecció han d'haver fet "una contribució substancial a la millora del coneixement, incloent-hi les matemàtiques, la enginyeria i la medicina".